# إد لويس
إد لويس (بالإنجليزية: Ed Lewis) هو مصارع محترف أمريكي، ولد في 30 يونيو 1890 في ويسكونسن في الولايات المتحدة، وتوفي في 8 أغسطس 1966 في نيويورك في الولايات المتحدة.

## وصلات خارجية
- إد لويس على موقع دبليو دبليو إي (الإنجليزية)
- إد لويس على موقع WrestlingData.com (الإنجليزية)
- إد لويس على موقع CageMatch worker (الإنجليزية)
- إد لويس على موقع قاعدة بيانات المصارعة على الإنترنت (الإنجليزية)
- إد لويس على موقع عالم المصارعة على الإنترنت (الإنجليزية)
- إد لويس على موقع عالم المصارعة على الإنترنت (الإنجليزية)
- إد لويس على موقع IMDb (الإنجليزية)
- إد لويس على موقع قاعدة بيانات الفيلم (الإنجليزية)